# Mofete Strmec
Mofete Strmec se nahajata na obeh straneh ceste, ki povezuje naselji Stavešinci in Ivanjševci ob reki Ščavnici.
Mofeta je post vulkanski pojav, razpoka ali luknja v vulkanskih kamninah, skozi katere iz zemeljske notranjosti uhajajo ogljikov dioksid, vodna para ali pa drugi plini.
Stavešinske mofete so edinstven primer v Sloveniji in so naravna dediščina državnega pomena. Iz majhnih lukenj sredi travnika uhaja hladen ogljikov dioksid, ki prodira na površino v dolžini nekaj metrov. V jarku na drugi strani ceste se voda nabere voda samo v času padavin, takrat je mogoče tudi slišati izhajajoče pline, ki se pojavljajo v obliki mehurčkov. Strokovnjaki nadzirajo mofete, merijo količino in temperaturo plina v globini 3 metrov. 